# 盧盧阿魮
盧盧阿魮（学名：Barbus luluae）為輻鰭魚綱鯉形目鯉科魮屬的其中一個種。該物種於1930年由Henry Weed Fowler描述，主要分布於非洲剛果河上游流域，體長可達4.4公分。

## 扩展阅读
維基物種上的相關：盧盧阿魮